# Преемник (телепередача)
«Преемник» (ивр. היורש‎) — телепередача с участием иллюзиониста Ури Геллера, представляющая собой соревнование фокусников с элементами реалити-шоу. Выходила в Израиле в 2007 году, темой передачи был поиск Ури Геллером преемника. Широкую известность получила сцена, в которой Геллер пытался, используя свои паранормальные способности, сдвинуть стрелку компаса. Однако камеры зафиксировали, что на пальце Геллера находился магнит. Геллер добился от видеохостинга YouTube удаления видеороликов с этой сценой, однако некоторые варианты роликов остались доступны на сервисе.

## Локализованные версии в других странах

### «Феномен» (Россия)
На телеканале «Россия» «Феномен» с участием Ури Геллера выходил по пятницам осенью 2008 года. Ведущий — Денис Семенихин.

### «Феномен» (США)
Передача «Феномен» (англ. Phenomenon) выходила на американском телеканале NBC осенью 2007 года в формате соревнования десяти фокусников. В качестве судей выступали Ури Геллер и Крисс Анджел, а вёл передачу Тим Винсент. Победитель должен был получить 250 000 долларов.

### Остальные
Версии «Преемника» под разными названиями выпускались и в других странах: в январе 2008 года появились немецкая передача The Next Uri Geller — Unglaubliche Phänomene Live и голландская De Nieuwe Uri Geller. Венгерская версия, вышедшая весной 2008 года, называлась A kiválasztott — Ki lesz Uri Geller utódja? (рус. «Избранный — Кто станет преемником Ури Геллера?»), причём Геллер вёл передачу на английском и на венгерском языках. Также местные аналоги транслировались в Греции (Ο Διάδοχος του Uri Geller), Испании, Италии, на Украине («Феномен»), в Швеции (Fenomen) и Японии.